# Pournami
Pournami (Telugu: పౌర్ణమ, inaczej Paurnami) – film w języku telugu wyreżyserowany przez Prabhu Deva, w którym występują Prabhas, Trisha Krishnan, Charmme Kaur, Rahul Dev, i Sindhu Tolani. Scenariusz filmu oparto na faktach.

## Fabuła
Chandra Mohan i Kavita mają dwie córki. Pournami (Trisha Krishnan) i Chandrakalę. Chandra Mohan podążając zgodnie z 450-letnią tradycją swojej dynastii, od maleńkości przygotowuje Pournami do religijnego tańca w Świątyni Sivalayam naprzeciwko bóstwa Pana Sivy. Taki taniec odbywa się raz na 12 lat podczas Dnia/Nocy Pełni Księżyca (Pournami). Niestety na 10 miesięcy przed, dziewczyna znika...
Podziwiać będziemy i Prabhasa, w roli Sivakesavy, który momentami wydaje się być wcieleniem samego Pana Sivy

## Obsada
- Prabhas – Siva Kesava
- Trisha Krishnan – Pournami
- Charmme Kaur – Chandrakala
- Rahul Dev – Zamindar
- Mukesh Rishi – ojciec Shiva Keshav
- Sindhu Tolani – Mallika
- Tanikella Bharani wujek Sivay

## Muzyka
| Tytuł             | Wykonawca                         | Autor tekstu                 | Czas trwania |
| ----------------- | --------------------------------- | ---------------------------- | ------------ |
| Bharatha Vedamuga | Chithra KS                        | Sirivennela Seetaramashastry | 5:47         |
| Bhavyamaina       | Srinivas                          | Sirivennela Seetaramashastry | 3:21         |
| Icchi Pucchukunte | Sumangali, Tippu                  | Sirivennela Seetaramashastry | 4:36         |
| Instrumental      | Kiran                             |                              | 2:09         |
| Koyo Koyo         | Shaan                             | Sirivennela Seetaramashastry | 4:36         |
| Muvvala Navvakala | Balasubrahmanyam S P, Chithra K S | Sirivennela Seetaramashastry | 5:07         |
| Pallakivai        | Gopika Poornima                   | Sirivennela Seetaramashastry | 4:45         |
| Yevaro Choodali   | Chithra KS                        | Sirivennela Seetaramashastry | 4:27         |
| Yevaro Raavali    | Chithra K S, Sagar                | Sirivennela Seetaramashastry | 2:53         |

## O twórcach filmu
- Rahul Dev zmierzy się z Prabhasem także w filmie Munna.